# ペグニッツ川

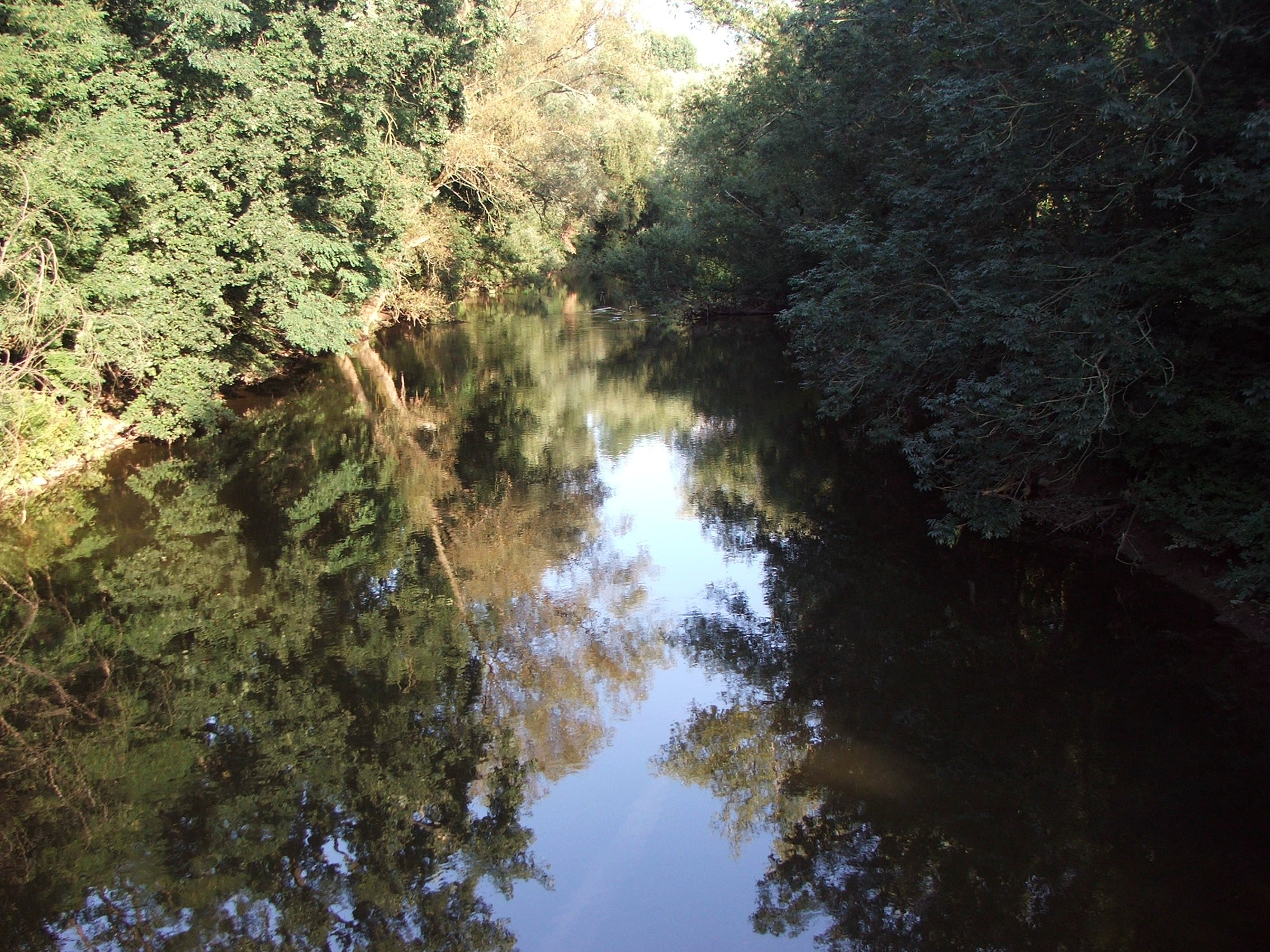
フュルト付近のペグニッツ川

ペグニッツ川（ペグニッツがわ、Pegnitz）は、全長115km、ドイツ、バイエルン州のフランケン地方を流れる川で、レグニッツ川の右岸側、すなわち東側の源流である。

## 名前の由来
この川の名前「Pegnitz」は、889年に遡って「Pagnzia」の名前で現れる。インド・ゲルマン語で「流れる水」を意味するbhog- に接尾語 –ntをつけたものが変形したと思われる。1119年にペグニッツの町が初めて文献上に現れる時の名は「Begenze」であり、1196年にはBegnitzの名前で登場し、現在の名前になるのは1329年のことである。

## 流域

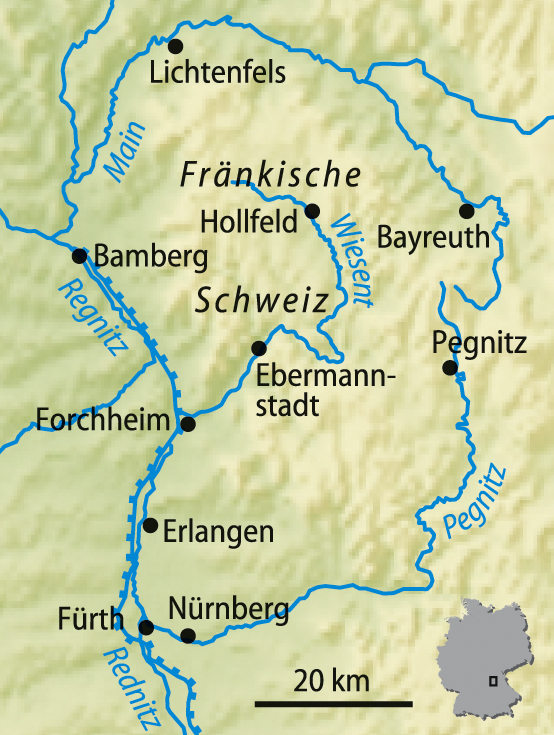
ペグニッツ川、レグニッツ川とマイン川が描く巨大な水の円環

ペグニッツ川の水源はペグニッツの町のシュロスベルク山（標高543m）に位置している。この山の標高425mのカルスト地形から流れ出した水はペグニッツ川となり、まずペグニッツの中心街を流れ、その後、南に向かって、ノイハウス、フェルデン、ヘルスブルックそしてフレンキシェ・シュヴァイツ＝フェルデンシュタインの森自然公園の中を流れる。ここからペグニッツ川は方向を西に変え、ラウフ、ニュルンベルクを通りフュルトにいたる。フュルト中心街のすぐ北側の標高283mの地点でレドニッツ川と合流し、レグニッツ川となる。
川やその岸辺には多くのカモ、オオバン、ハクチョウやカモメが住んでいる。

## 水源と上流
ペグニッツの町の北部のペグニッツ川水源一帯、すなわちヴァイハーグラーベン川やフィヒテンオーエ川、ペグニッツ川自身の上流が流れている辺りは、多くの独自性をもった不思議な場所である。
ペグニッツ川の水源の一つは、ペグニッツの中心地から北に約8.5km、クロイセンから約3km南、シュナーベルヴァイトからはわずか数百m北のクライモースヴァイハーに位置する（距離はいずれも直線距離）。この辺りは、広さ15ha近く、標高447.5mの池があり、マイン川とペグニッツ川の分水界となっている。その水の一部は北へ向かってローテン・マイン川となり、一部は南へ向かうヴァイハーグラーベン川となってペグニッツに注ぐ。したがって、この池は地質学的に特徴があるだけではなく、最終的にはレグニッツ川がマイン川に注ぎ込むことで完成する、巨大な水の円環の出発点にあたる、ヨーロッパでも希な分流装置の役割を果たす池となっているのである。
ペグニッツ川の最も重要な水源はフィヒテンオーエ川である。この小川は、赤マイン川の水源からそれほど離れておらず、クライモースヴァイハーから6kmほどのリンデンハルトの森から湧出する。この水源は、アウトバーンA9沿いのリンデンハルトの北側に当たる。フィヒテンオーエ川は、ここからペグニッツの町のやや上流までヴァイハーバッハ川などを容れながら川幅を増しつつ下ってゆき、二手に分かれる。この右側の流れが、ペグニッツの町で、ここまでわずか数百m程度の長さしかない小川であったペグニッツ川と合流するのだが、その後もこの川はペグニッツ川と呼ばれることになる。
ペグニッツの小さな公園ヴィースヴェイハーで「バッハクロイツンク」（川の交差点）と呼ばれる、さらなる特徴を見ることができる。分裂したフィヒテンオーエ川の左側の流れ（ミュールバッハ川）が、まっすぐに流れてきたペグニッツ川（つまりはかつてのフィヒテンオーエ川の右側）の川底の下の導水管を、静水圧を利用して通って左から右に位置を変えて、ヴァッサーベルク（水の山）に向かう。
ヴァッサーベルクでも、不思議な光景が見られる。ペグニッツ川がこの山の周りを取り巻くように流れてミュールバッハ川から離れて行くと、その山のレーシュミューレという場所でミュールバッハ川は消えてしまう。そこから直線距離で300mほど下った山の南斜面で川は再び現れ、ペグニッツ川に流れ込む。この間、山の中を水がどう流れているのかは不明である。色水を使った実験で、複雑に絡んだ地中の岩盤の溝を通るのであろうこのルートを通過するには、地上のペグニッツ川の4倍の時間が必要であることが分かっている。

## 支流
- フィヒテンオーエ川（Fichtenohe）
- フレムバッハ川（Flembach）
- ヒルシュバッハ川（Hirschbach）
- ヘーゲンバッハ川（Högenbach）
- ハップルゲルバッハ川（Happurgerbach）
- ジッテンバッハ川（Sittenbach）
- ハンマーバッハ川（Hammerbach）
- ザントバッハ川（Sandbach）
- シュナイトタッハ川（Schnaittach）
- レーテンバッハ川（Röthenbach ペグニッツ右岸の支流）
- ネッセンバッハ川（Nessenbach）
- ブリッターバッハ川（Bitterbach）
- レーテンバッハ川（Röthenbach ペグニッツ左岸の支流）
- ゴルトバッハ川（Goldbach）

## ペグニッツ川沿いの町
上流から河口へ向かって順番に
- ペグニッツ
- ノイハウス・アン・デア・ペグニッツ
- フェルデン
- ヘルスブルック
- ラウフ・アン・デア・ペグニッツ
- レーテンバッハ・アン・デア・ペグニッツ

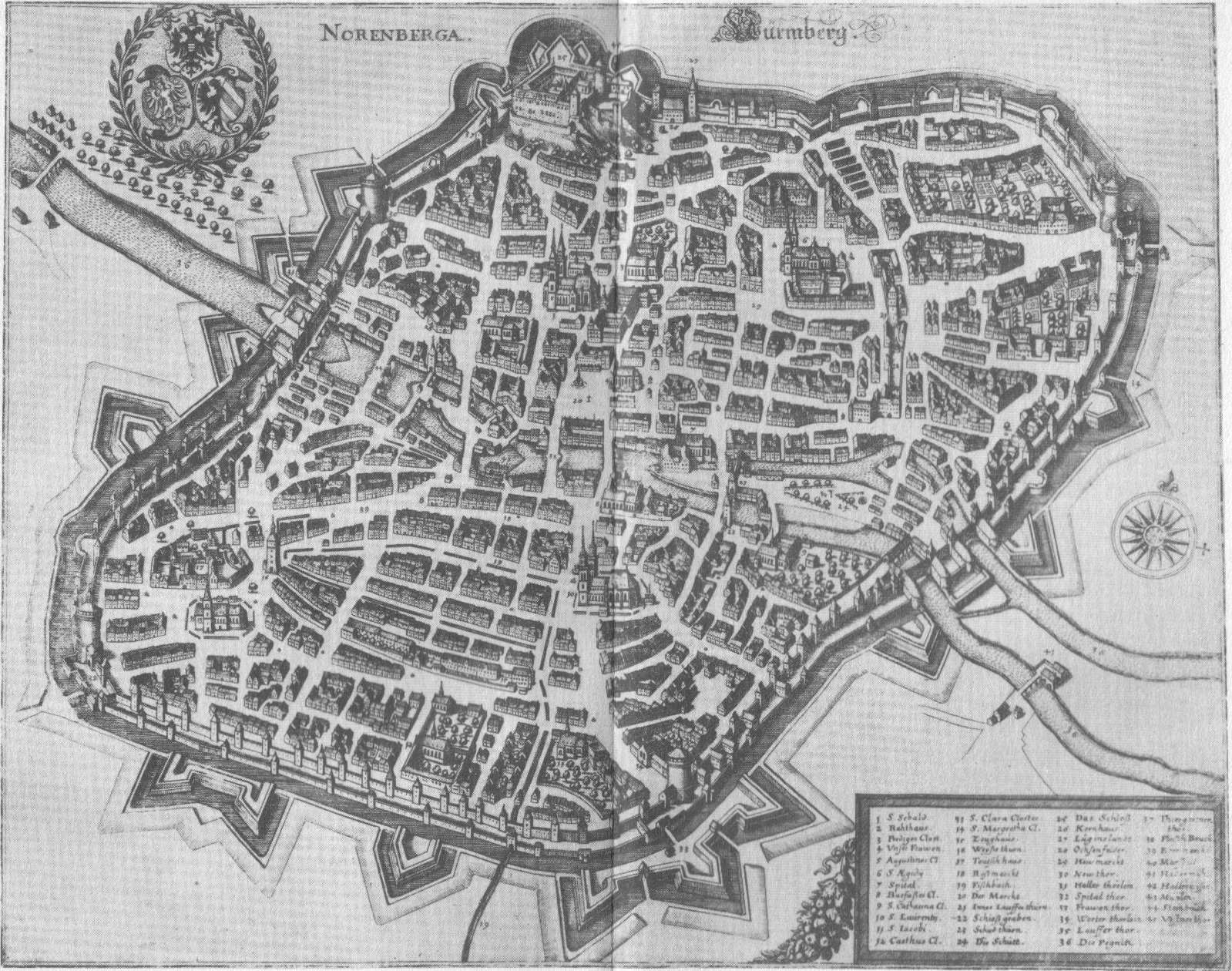
1642年のニュルンベルクの地図。ペグニッツ川を中心にした中世都市の様子が分かる。

- ニュルンベルク：ペグニッツ川のほとりからこの町は発展した。町の東部で川はヴェールダーゼー湖を形成している。川には、特に1824年にかけられた鉄製の吊り橋ケッテンシュテークをはじめ、多くの橋が架けられている。マックス橋の西には市の防壁がある。市の西側部分では1998年から2001年にかけていくつかの部分が自然の状態に戻された。このため、歴史的な河床に降りることも可能である。
- フュルト：多くの橋が架けられている。『ウーファーシュタット・フィルト』計画（かつての工場地区をビジネスパークに変える計画）により、市の東部で川は自然に近い河床に修復がなされた（2003年）。長さ1kmの2つカーブと平らな堤防が作られ、かつての河床の一部は「アルトヴァッサー」（古い川）として保持された。こうした措置はECが共同出資してなされた。

## 歴史
遅くとも中世以降には、この川はこの地域の重要な経済の生命線となっていた。魚は食料となり、水力は水車を回した。
1909年2月の大規模な洪水以降、川はニュルンベルク市内をまっすぐに流れるようにされ約4km短縮された。
1996年以降、流路について計画・施工が行われ、ニュルンベルクとフュルトの間の流路にカーブを設けることで再び延長され、自然に近い状態となった。

## 教育と余暇
ニュルンベルク中心部の東側、メーゲルドルフ地区とラウフアムホルツの近くのハンマー地区との間に、ニュルンベルクの水利局は、20以上のステーションを設けた「ペグニッツ川東部自然体験の小径」を整備している。ペグニッツ川は、また、カヌーやカヤックを楽しむことができるスポーツ体験の場としてもよく知られている。これらを通して、急流とゆったりとした流れを同時に味わう自然体験ができるようになっている。